# حجل أحمر المنقار
حجل أحمر المنقار (الاسم العلمي: Arborophila rubrirostris)، هو نوع من الطيور يتبع جنس حجلان التلال من أسرة الحجلاوات ضمن فصيلة التدرجية من رتبة الدجاجيات.